# エルサ・ペレッティ
エルサ・ペレッティ(1940年5月1日 – 2021年3月18日)は、イタリアのジュエリーデザイナー、慈善家、ファッションモデル。ティファニー在籍時にデザインした作品や宝石は、大英博物館、ボストン美術館、ヒューストン美術館の20世紀コレクションに所蔵されている。1974年に「ホルストネッテ」（ホルストンのファッションモデル）であるペレッティは現代風のジュエリーをティファニーに持ち込んだ。ビーンデザイン、ボーンカフ、オープンハートといったよく知られた作品はティファニーの売り上げの10％を占める年もあり、ジョン・ローリングの『ティファニー スタイル―デザインの170年』では18ページを費やしてペレッティのデザインが紹介された。雑誌ヴォーグは「ジュエリーの分野でいままで最も成功した女性といってよい」と称している。
慈善家としては様々な活動を支援し、そして個人的には、スペインカタルーニャ州にあるサン・マルティ・ベルの歴史ある村の復原に取り組んだ。テレビの連続ドラマ「ホルストン」では、ホルストンとの関係が描かれている。2019年、ドキュメンタリー映画「ホルストン」では伝説的なデザイナーとの関係について記録映像で取り上げられた。

## 生い立ち
イタリアのフィレンツェで、父フェルディナンド・ ペレッティ(1896–1977)と母マリア・ルイーザ・ピギーニの末娘として生まれた。フェルディナンドは1933年、イタリアの大きな石油会社アノニマ ペトロリ・イタリアーナ（現IP Gruppo api）を創業した人物である。家は裕福であったが、エルサは厳しい性格の両親に反発し、1961年に家を離れた。以降、生涯の大半を伝統的な家庭というものから遠ざかって過ごしていた。しかし父親が亡くなる直前に和解した。
エルサはローマとスイスで教育を受けた。当初は、ドイツ語圏にあるスイスの山村グシュタードで、フランス語を教えたりスキーのインストラクターをしたりして生計を立てていた。後に、インテリアデザインの学位をとるためローマに戻り、ミランの芸術家ダド・トリジアーニのもとで働いた。

## 職業

### モデル
1964年、ペレッティはスペインのバルセロナでモデルになった。1968年にはウィルヘルミーナ・モデルズの勧めで活動の場をニューヨークに移した。1970年代初頭、カレン・ビョルンソン、アンジェリカ・ヒューストン、アルヴァ・チン、パット・クリーブランド、パット・アストらとともに、ホルストネッテと呼ばれるホルストンお気に入りのモデルの一員になった。また、チャールズ・ジェームズや三宅一生といったデザイナーの衣装を着てステージを歩いた。
1970年代後半、ホルストン、アンディ・ウォーホル、ライザ・ミネリ、ビアンカ・ジャガー、シェール、ドナルド・トランプ、イヴァナ・トランプらと同じく、スタジオ54の常連となった。
ホルストンは、「エルサはスタイルを持っていた。彼女はモデルとして着るドレスを自分で作っていた」と語っている。1975年のハロウィンでは、写真家ヘルムート・ニュートンのためにバニーガールの格好でポーズをとった。ニュートン撮影の写真集『バニーコスチュームのエルサ・ペレッティ』は、1970年代の永続的なイメージととらえられている。
2019年、CNNのドキュメンタリー「ホルストン」のインタビューを受けたエルサは、デザイナーとの仕事、パーティー、友情について思い出を語っている。

### ジュエリーデザイン
1969年、マンハッタンにいるファッションデザイナーたちのために新しい宝石のスタイルを作り始めた。最初のデザインは、スペインの銀細工師と作った、革ひもネックレスにつけたペンダントで、スターリングシルバー製の2インチの一輪挿しの形であった。これは、蚤の市で見つけたものから発想を得ている。ジョルジオ・サンタンジェロのモデルの1人がファッションショーのステージで着用し、ヒットした。
1971年から、ホルストン向けの宝石をデザインした。素材としては、高級ジュエリーにあまり使われていなかった銀を使い続けた。銀の使用はこの金属を「ありふれた」ものからライザ・ミネリなどにも選ばれる人気のあるものへと変えることに貢献した。ミネリは、ペレッティの作品に出会ったときのことを次のように振り返っている。「なんてことだ、そう思った。それまで私の頭の中にあったのはアルバカーキだけだった。しかしその後、エルサはこれらすべてのものを引き出した。全部がとても官能的で、とてもセクシーだった。私はただただとりこになった」

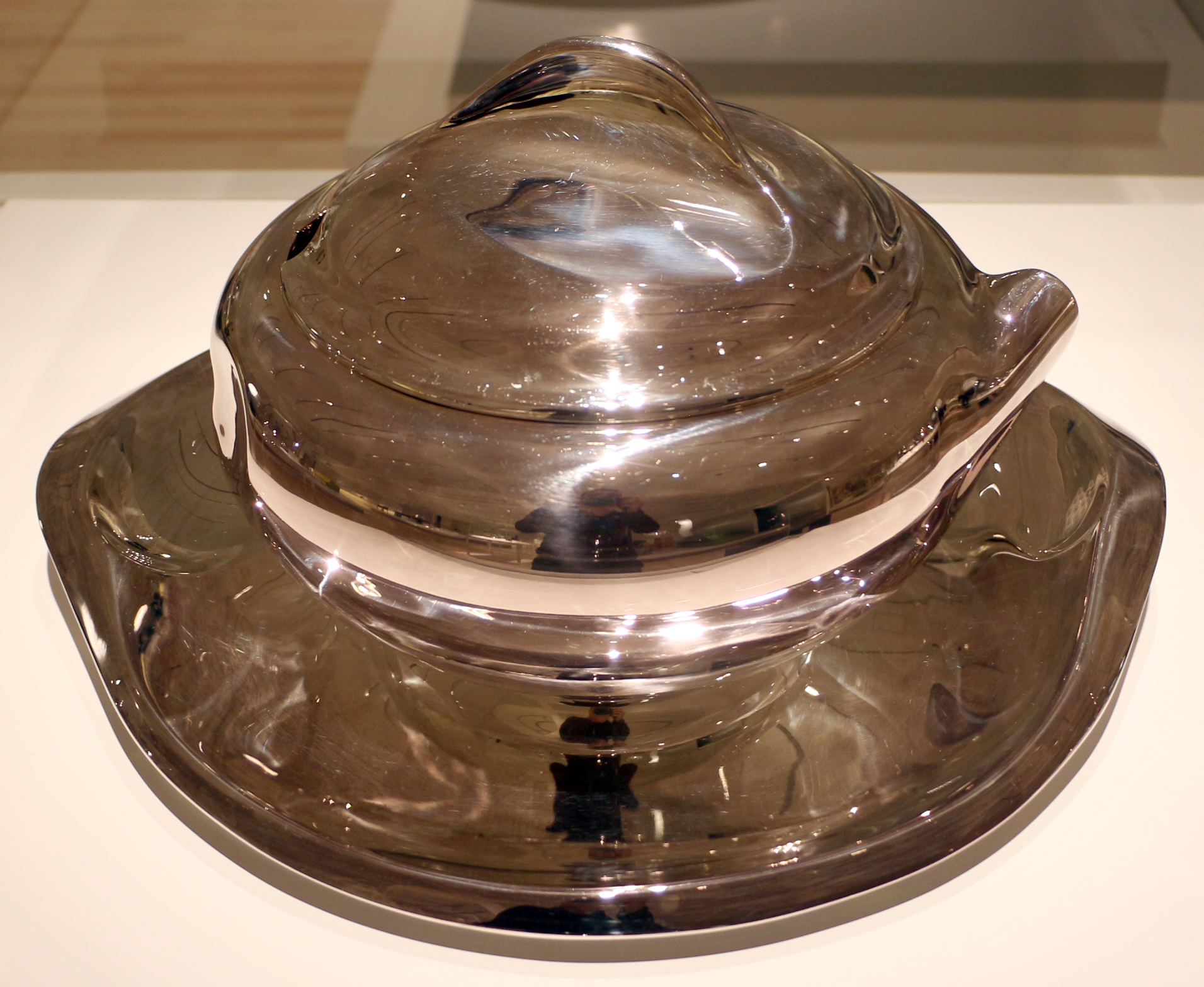
エルサ・ペレッティ作、蓋とトレイ付きボウル、スターリングシルバー製、ティファニー、1984年

ペレッティはジュエリーの分野ですぐに頭角を現し、1971年にジュエリーデザインのコティ賞を受けた。また、雑誌ヴォーグに初めて登場した。1972年、ニューヨークを代表するデパートブルーミングデールズでペレッティ専用ブティックを開店した。
1974年、ホルストンの仲介でティファニー社長のウォルター・ホーヴィングと会い、同年にシルバージュエリーをデザインする契約を結んだ。ティファニーが銀のジュエリーを販売するのは過去25年間では1度もないことであった。1979年まで、ペレッティは会社の主力デザイナーだった。ペレッティの銀の作品は「楽しい」ものとみなされ、若い顧客を魅了した。銀作品の登場によってファインジュエリーのカテゴリーは見直された。それまでよりも手軽な価格になったので、今までのように贈り物としてもらうのではなく、自分自身のために買うという女性が増えていった。ペレッティによるティファニー社の銀製ジュエリーの再販売はとても人気だということが分かったため、同社は2002年に、ただブランド力を維持するために価格を上げた。
ペレッティは30作品以上をティファニー向けにデザインした。その作品は「革命的」「時代を超え、独特で現代的」と評されている。1977年のニューズウィークの記事では、ペレッティのデザインはジュエリーに関しルネサンス以降で最大の革命であったと述べている。またペレッティは日本、中国、ヨーロッパへ旅行して、現地で職人の仕事を見た。それはビーン（抽象化されたライマメの形のペンダント）、オープンハート、メッシュ、ボーンカフ、ゾディアックといった成功したコレクションを生み出す際の参考になった。スターリングシルバーに加え、特徴の1つとなっているのが、ヒスイ、ラッカー、トウといった材料を使うことである。現代美術にも影響を受け、ハートの中心が外れた形をしているオープンハートのペンダントは、アレクサンダー・カルダーとヘンリー・ムーアの彫刻から思いついたと述べている。ボーンカフ（1970年）のような作品は人体をふまえた有機的な形が組み込まれていて、衣服と本格的なジュエリーとの間をつなぐものとみなされた。ペレッティは、幼少期にローマ近くにある17世紀のカプチン会教会内で見た修道士の骨からこの形を描いた。人気は発表後もなお続き、ガル・ガドットは2020年の映画「ワンダーウーマン 1984」で18金バージョンを身に着け、サラ・ジェシカ・パーカーは2008年の映画セックス・アンド・ザ・シティでキャリー・ブラッドショーとして身に着けている。
作品は、その素材などに応じて様々な価格帯で売られた。2021年時点では、ダイヤモンドのバイザヤードネックレスは400ドルのものがある一方で、75000ドルの商品もある。2012年、ティファニーはペレッティとの契約を20年延長し、4700万ドルを前払いした。2015年、エルサ・ペレッティの商標が入ったデザインは、ティファニーの純売上高の8パーセントを占めた。2009年、2010年、2011年は10パーセントを超えていた。

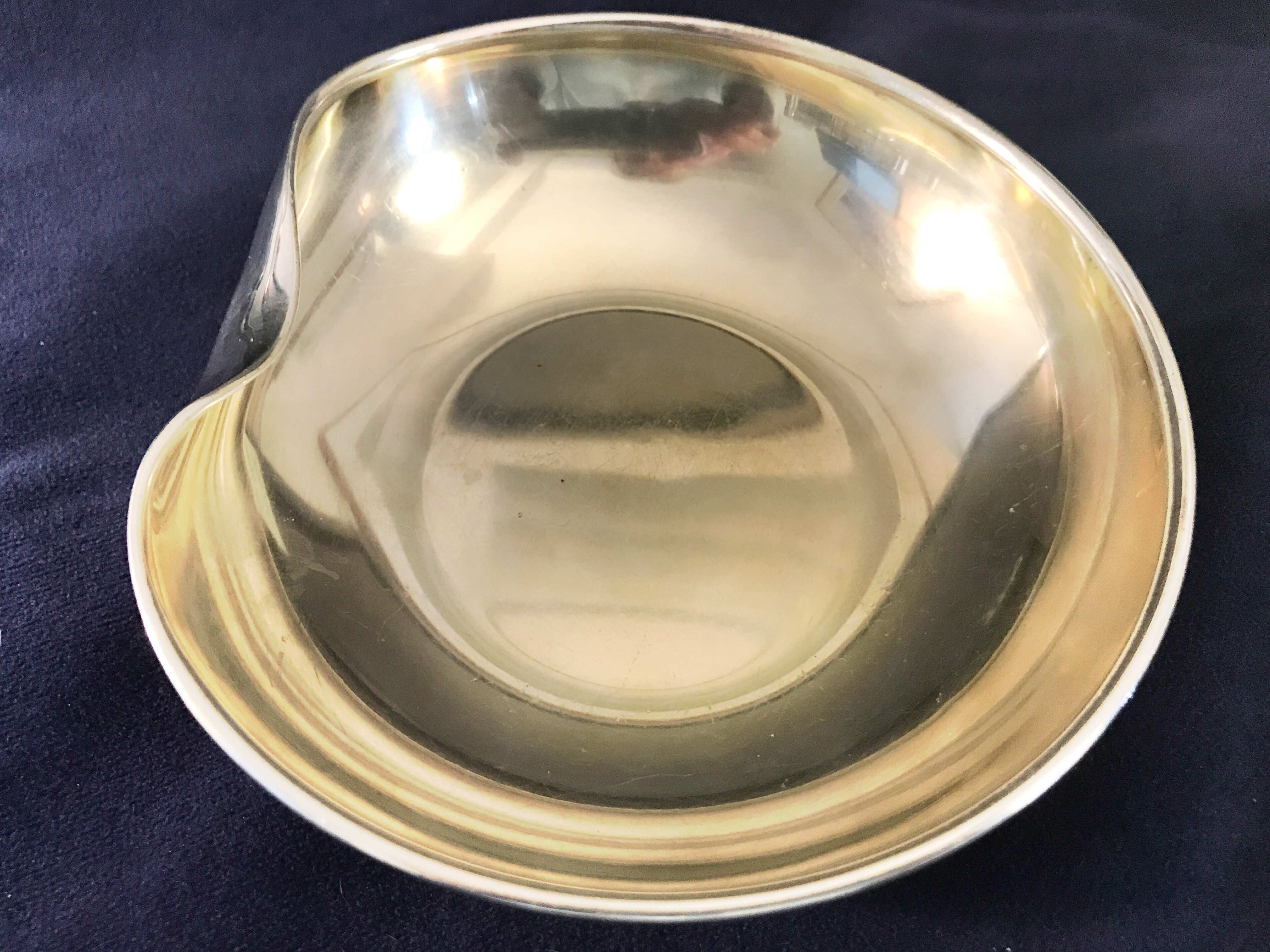
エルサ・ペレッティ作、スターリングボウル、ゴールドウォッシュ、ティファニー

ペレッティはティファニー向けに銀製品もデザインしたが、それはジュエリーの分野で確固たる地位を築いた後のことだった。ペレッティが作り上げた品は、ピザカッターを含む銀製品や、ホルストン向けのペン、灰皿、金メッシュのブラジャー、香水の瓶など広範囲に及んだが、ジュエリーは常に中心にあった。ヴォーグは「ジュエリーの分野でいままで最も成功した女性といってよい」と称している。

## カタロニア
1968年、ペレッティはスペインカタルーニャ州にあるサン・マルティ・ベルのほとんど荒廃した村に家を買った。それからの10年間で家を修復したが、その間は荒れた環境下で住むこともあった。1980年代までに、マスタードイエローの家がペレッティのお気に入りとなった。大英博物館にあるサソリのネックレスなどの作品は、サン・マルティ・ベルの植物や動物が基になっている。元々、ペレッティは芸術家のコロニーを作ることを思い描いていた。しかし町はペレッティのプライベートビレッジになった、とニューヨーク・タイムズに書いている。ペレッティは更に建物を購入して修復することで、村の周りの一部の修復に取り組んだ。2017年時点で、村の約半分が建て直された 。ペレッティのプロジェクトは、この教区の教会であるサン・マルティ・ベル教会の修復（2012-2013年）も含んでいる。この場所は、2世紀のローマ人の入植地、中世の囲い、11-12世紀のローマ風寺院という長い歴史を経てきた。教会は1500年代後半に建てられたと推定される後期ゴシック様式の建物である。作業には、現在あるものの修理と新しく作るものの準備のほか、ローマ時代の考古学上の発掘と墓の補修も含まれていた。さらに、この町の16世紀の歴史的な資料の管理を手助けしたり、オリオル・マスポンスによる写真アーカイブの保存や、アンプリアスのローマ都市の保存を手伝ったりもした。
ペレッティはサン・マルティでワイン用のブドウ園を立ち上げ、2004年にCa l'Elsa、2007年にCan Nobasを作った。ワイナリーは2008年に完成し、Eccociviラベルをつけて市場に出した。
また、カタロニアの視覚芸術と、歴史的、芸術的、建築的遺産を振興した。そしてギタリストのMichael Lauckeや画家で彫刻家のRobert Llimósたちに、サン・マルティ・ベルを利用するよう促した。2013年、ペレッティは非カタルーニャ人で初めて、国家文化芸術評議会（National Council for Culture and the Arts、CoNCA）から国民文化賞を与えられた。

## 慈善活動
2000年、ペレッティは父親の遺産から得た資金を元手に、父親に敬意を表して「ナンド・ペレッティ基金（NPF）」という名の基金を作った。この基金は15年間で852のプロジェクトに約4200万ユーロを支出したと報告されている。2015年時点では、「ナンド・アンド・エルサ・ペレッティ基金（NaEPF）」と改名されている。
最初、財団は2つの問題に重点を置いていた。1つは環境と野生生物の保護、もう1つは、特に貧困を対象にした人道支援である。やがて対象が広がり、「教育を受ける権利、子供の権利、女性の権利と尊厳を特に重視した人権と公民権の促進」のための幅広いプロジェクトを支援するようになった。NaEPFは、特に少数派の生存権と文化を守るための提案を世界中から募った。また、病院や施設を建てるだけでなく、医療及び科学調査のプロジェクトも支援している。

## 私生活
結婚することはなかったが、何人かの恋人はいた。最も長く関係が続いたのはトラックドライバーのステファノ・マジーニという男性で、1978年に出会い、23年間一緒にいた。また、1970年代、写真家ヘルムート・ニュートンと恋愛関係にあった。
ホルストンとは、1978年1月にホルストン宅でジョー・ユーラと食事をしたとき、口論になった。そのときペレッティは、ホルストンから贈られたコートを暖炉に投げ入れて燃やした。その3か月後に2人はスタジオ54で再開したが、ホルストンがペレッティを「ハニーパイ」と呼んだことにペレッティが激怒し、再び口論になった。最終的にホルストンが「だからお前に会いたくないんだ」と言うと、ペレッティはウォッカの瓶を持ち、ウォッカをホルストンの靴にかけてから瓶を割った。このような出来事も、ニューヨークを離れカタロニアに定住することをペレッティに決意させる一因になっている。
2018年11月、スイスのチューリッヒでファミリーオフィス「エレサ・ペレッティ・ホールディングス」を法人化した。
2021年3月18日、スペインの自宅にて80歳で亡くなった。睡眠中の死亡で、死因は明らかにされていない。ティファニーは、「エルサはデザイナーにとどまらず、人生そのものでした」「優れた職人であるエルサは、ジュエリーの世界に革命を起こしました。有機的で官能的な作品は世代を超えてインスピレーションを与え続けました」などと声明を出した。

## 受賞

### 表彰
- コティ・アメリカ・ファッション批評家賞（コティ賞）、1971年：ジュエリーに対する特別賞[38]
- ロードアイランド・スクール・オブ・デザイン学長フェロー賞、1981年[9]
- アルベルト・アインシュタイン医学校スピリット・オブ・アチーブメント賞、1982年[39]
- ファッショングループ「ナイトオブザスターズ」賞、1987年[9]
- カルチャード・パール・インダストリー賞、1987年[9]
- アメリカ・ファッション・デザイナー協議会アクセサリー・デザイナー・オブ・ザ・イヤー、1996年[9]
- エレサ・ペレッティ・プロフェッサーシップ・イン・ジュエリーデザイン：2001年にティファニーが設立した。ペレッティとのコラボレーション25周年を記念して、ティファニーはニューヨーク州立ファッション工科大学（FIT)ジュエリーデザイン学科の教員を支援する永久基金を創設した。ペレッティの要望により、この基金はペレッティと、FITジュエリーデザイン学科の初代代表であるサミュエル・ベイザーの業績を讃えたものとなっている[40]。
- カタロニア政府による国家文化賞、2013年：この賞はそれぞれの文化圏で目立った貢献をした個人または団体に毎年授与されるものである[41]。
- JORGC賞、2015年：JORGC(カタロニア州の宝石商、金細工師、時計職人、宝石鑑定士の公式カレッジ）により世界的なキャリアが讃えられた[42]。

### 勲章
- イタリア共和国功労勲章グランデ・ウッフィチャーレ(Order of Merit of the Italian Republic)[43]
- マルタ功労十字勲章（Grand Cross pro Merito Melitensi）[44]
- チルコロ・ディ・サン・ピエトロ名誉会員[45]

### 所蔵
- 大英博物館：2009年、ペレッティの作品30点を20世紀コレクションとして入手した。博物館はペレッティの創造力を描写し、そしてその作品は世界各地のそれぞれ異なったものから作られており、それらが「素晴らしい職人技と現代における象徴的な意味」で結びつけられていると説明している[46]。
- インディアナ州インディアナポリス美術館[47]
- マサチューセッツ州ボストン美術館[48]
- テキサス州ヒューストン美術館[49]

### 展覧会
- ニューヨーク州立ファッション工科大学「Fifteen of My Fifty with Tiffany」、1990年[9]
- 回顧展（世界のティファニー店舗にて開催）、2001年[9]